# 江棣香
江棣香（1875年4月25日—1951年8月11日）是夏威夷第一位行醫的中國女性產科醫生。她在檀香山為夏威夷人、葡萄牙人以及華裔人士接生嬰兒超過50年，因此也被認為是助產士。根據1946年罗伯特·李普利的紀錄，她接生過的嬰兒數量高於全美國其他的民營業者。

## 早年生活
1875年4月25日江棣香出生於中國廣東省惠州市。在她幼兒時期，被遺棄在香港巴陵育嬰堂的台階上，籃子中钉有寫著她名字的紙條。她在一家由德國人經營的孤兒院長大。院方相信這位一直幫忙照顧其他孩子的年輕女孩的保證，幫她申請到廣州博濟醫院研讀西藥學。她在學校認識了李啟輝，兩人一同幫忙內科醫師解決在1893年爆發、且衝擊廣州及香港的黑死病。江、李兩人在1896年6月3日畢業後幾小時馬上結婚，這們婚事遭到李啟輝的父母和江棣香的教授反對，因為他們都不想失去這兩位明星學生。為了提供檀香山市裡頭龐大的華裔人口更好的醫療服務，他們搭船前往，歷經了30天的航行，在7月4日抵達夏威夷共和國。

## 生平
到檀香山之初由於無法擔任內科醫師，江和李生活陷入悲慘貧困中，李啟輝只能先接下他所能找到的工作，像是到菸草倉庫當工人。透過熟人介紹，江遇見了之前在廣州當傳教士的法蘭克·戴蒙願意協助他們。戴蒙安排他們謁見桑福德·巴拉德·多爾總統，在聽取江的懇求後，總統同意這對夫妻在翻譯員的協助下與醫學檢查委員會會面。經過專業綜合口試測驗，兩個人都獲得了醫師執照，讓江成為在夏威夷行西醫的第一位中國女子。
江主要擔任產科醫生，與她最重要的顧客夏威夷人以及葡萄牙人關係融洽。她同樣有中國顧客，但是傳統中醫的盛行，使華裔人士懷疑她的西方方法。在1897年至1914年間，江生了13個孩子並持續她的醫學事業。她每天都會帶著倖存的八個小孩一起到辦公室，以維持工作不輟。除了擔任產科醫師之外，江也註冊了助產士的資格。
1899年，一個病例被懷疑是鼠疫，李啟輝鼓勵中國的僑民們去告知當權者任何可疑的死亡案件。因為他和江棣香都經歷過香港早期的鼠疫流行，也都是受過專業的細菌專家，他們都意識到隱匿病徵的危險。衛生局制定了一些公共衛生措施，包括有清除疫區的帶原老鼠，並燒毀罹難者的衣物和物品，不料因為風助長火勢，造成了火災，使城中的唐人街遭到受創。因火災受到損失的人將責任歸咎於李的疏失，他因此棄醫轉教職，留下江棣香成為家庭的經濟重心。1946年，罗伯特·李普利在報紙專欄「信不信由你」（Believe It or Not）中寫到，江總共接生超過6000個嬰兒，創下民營業者前所未有的最高紀錄。同年，她慶祝她的醫學事業滿50周年。
除了她的醫學事業外，江還參與了1926年第一個中國基督教會的建立。在此之前，她跟她丈夫曾在1919年時協助教會提供惠華醫院（Wai Wah Yee Yin）醫療服務，惠華醫院就是現在的檀香山帕洛洛中國老人院（Palolo Chinese Home）。她擔任過中國教會婦女協會和中國檀香山孤兒院學會會長，並主持了美國紅十字中國委員會和美國聯合福利會委員會。她曾在第一屆中國教會Yau Mun學校董事會任職，並曾擔任夏威夷代表參加泛太平洋婦女會議。

## 逝世與對後世的影響
1951年8月11日，江逝世於檀香山。在她過世之後，她的其中一個女兒李靈愛（Li, Ling-Ai，劇作家，也是奧斯卡金像獎最佳紀錄片《苦幹》的製片）寫下了父母的故事，並出版成《生命是長久的：一位華裔夏威夷人的回憶錄》（Life Is for a Long Time: A Chinese Hawaiian Memoir）。另一個女兒瑪麗·西亞（Mary Sia）是位著名的食譜作家，2017年3月曾被夏威夷雜誌評選為夏威夷歷史中最具影響力的女性之一。

## 引注資料
1. 1 2 3  Barbara Bennett, Peterson. . 1984: 236. ISBN 978-0-8248-0820-4.
2. 1 2  James C, Mohr. . 2004: 35. ISBN 978-0-19-803676-0.
3. 1 2 3  Judy, Yung. . 2015: 106. ISBN 978-1-317-47588-0.
4. 1 2  James C, Mohr. . 2004: 36. ISBN 978-0-19-803676-0.
5. ↑  Barbara Bennett, Peterson. . 1984: 237. ISBN 978-0-8248-0820-4.
6. 1 2 3 4 5  McCunn, Ruthanne Lum. .   [2015-08-27]. （原始内容存档于2015-08-27）.
7. ↑  Kastens, Dennis A.  (PDF). Hawaii: Hawaiian Historical Society: 61-67. （原始内容 (PDF)存档于2009-09-18）.
8. 1 2  Nadine Kam. . 2009-01-09  [2017-05-05]. （原始内容存档于2017-05-07）.
9. 1 2  James C, Mohr. . 2004: 37. ISBN 978-0-19-803676-0.
10. ↑  Susan L, Smith. . 2010: 128. ISBN 978-0-252-09243-5.
11. ↑  Exchange. . Hawaii Medical Journal. Honolulu, Hawaii: The Hawaii Territorial Medical Association.
12. ↑  Carol C. Fan.  (PDF). Chinese Historical Society of America. 2010: 87-93  [2017-07-18]. （原始内容存档 (PDF)于2017-05-07）.
13. ↑  惠華醫院及帕洛洛中國老人院譯名參考：程星.  (PDF). 夏威夷第一華人基督教會.   [2017-07-18]. （原始内容存档 (PDF)于2016-08-18）.
14. ↑  Li, Ling-Ai. . 1972. ISBN 978-0-8038-4284-7.
15. ↑  Liu, Miles Xian. . 2002: 185. ISBN 978-0-313-31455-1.
16. ↑  Rachel, Laudan. . 2012: xi. ISBN 978-0-8248-3738-9.
17. ↑  MATTHEW DEKNEEF. .   [2047-03-08]. （原始内容存档于2017-03-08）.